# Le Rapt (film, 1908)
Pour les articles homonymes, voir Rapt (homonymie).
Pour plus de détails, voir Fiche technique et Distribution.
Le Rapt est un film muet français réalisé par Louis Feuillade, sorti en 1908.

## Fiche technique
- Titre : Le Rapt
- Réalisation : Louis Feuillade
- Scénario :
- Société de production : Société des Etablissements L. Gaumont
- Pays de production :  France
- Format : Noir et blanc — 35 mm — 1,33:1 — Muet
- Métrage : 200 mètres
- Genre :  Film dramatique
- Durée : 7 minutes
- Dates de sortie : 
  - France : 1908